# 乌兰图克镇
乌兰图克镇，是中华人民共和国内蒙古自治区巴彦淖尔市临河区下辖的一个乡镇级行政单位。

## 行政区划
乌兰图克镇下辖以下地区：
新义村、新乐村、新胜村、隆强村、团结村、红旗村、前进村、民乐村、东兴村、新民村、东济村、光荣村、长胜村和隆胜村。